# José Antonio Martínez Bayó
José Antonio Martínez Bayo (Lérida, España; 1 de junio de 1952-30 de marzo de 2020) fue un atleta español, campeón de pista cubierta.

## Carrera
Desarrolló gran parte de su carrera deportiva en el CN Barcelona después de haber militado a sus inicios en el RCD Español. Batió los récords de Cataluña de 1.500 m (1975) y 3.000 m (1974). Internacional con la selección española en cuatro ocasiones. Está considerado como uno de los mejores mediofondistas españoles de la década de 1970.
Fue campeón de España de 1500 metros en pista cubierta, durante los años 1974 y 1975. Se consideró uno de los mejores atletas fondistas de los años setenta y en competiciones internacionales tuvo su mejor año en 1975. En ese año tuvo una notable participación en los Europeos indoor en Katowice, Polonia.
Fue séptimo en su serie, a nivel continental, con un tiempo de 4:00.4

## Palmarés
- 5 Campeonatos de Cataluña de 1.500 m: 1970, 1973, 1974, 1976, 1978
- 1 Campeonatos de Cataluña de 1.500 m en pista cubierta: 1977
- 4 Campeonatos de Cataluña de 3.000 m en pista cubierta: 1970, 1972, 1973, 1974
- 2 Campeonatos de España de 1.500 m en pista cubierta: 1974, 1975

## Récords de Cataluña
- 1.500 m 3:45.3 el 8 de febrero de 1975 en Dortmund (Alemania).
- 3.000 m 8:16.6 el 2 de marzo de 1974 en Sabadell (España).

## Muerte
Falleció durante la pandemia de enfermedad por coronavirus en España, por complicaciones de COVID-19 causado por el virus del SARS-CoV-2 a la edad de 67 años. La Real Federación Española de Atletismo (RFEA) informó de su muerte por Twitter, destacando sus logros deportivos y extendiendo sus condolencias a sus familiares y allegados.
Debido al estado de alarma por la COVID-19, hasta el 6 de junio de 2020 no se pudo realizar un responso en el tanatorio de Collserola, al cual asistieron sus más allegados.